# 朱美堣
雲丘簡靖王朱美堣（1420年—1480年），明朝晉藩第一代雲丘王，晉定王朱濟熺的庶第七子。

## 生平
洪熙元年（1425年）十二月，獲賜名美堣，封鎮國將軍。正統二年（1437年）八月，進封雲丘王。
正统五年（1440年）九月，朱美堣经兄长朱美圭上奏求娶姑母容城郡主仪宾陳斌的庶次女。明英宗回信不允，说陈氏虽然是庶女，也以朱美堣的姑母为嫡母，违背姑舅亲不能结婚的祖训。
正統七年（1442年），朱美堣上奏稱，晉定王的寢園在平陽府，而如今府城中有指揮李福的故宅，因此自己請求遷往此宅居住。明英宗許之。
天順二年（1458年），朱美堣的歲祿增加三百石，通前共一千三百石，米、鈔各支一半。
成化十六年（1480年）五月，朱美堣去世，享年六十一歲，諡號簡靖。一年後，嫡長子朱鍾鋋襲爵。

## 家庭

### 妻
- 張氏，西城兵馬副指揮張貴女，正統六年（1441年）六月冊為雲丘王妃[8]，天順二年（1458年）六月薨[9]

### 子
- 嫡長子：雲丘長子→雲丘端惠王朱鍾鋋
- 第二子：鎮國將軍朱鍾䥏，出繼廣昌安僖王朱美堅為嗣[10]
- 子：鎮國將軍朱鍾鍱[11]

### 女
- 長女：聞喜縣主，儀賓張惠
- 第二女：秀容縣主，儀賓謝森[12]
- 女：晉昌縣主[13]